# Courroux
Courroux är en ort och kommun i distriktet Delémont i kantonen Jura, Schweiz. Kommunen har 3 396 invånare (2023).
I kommunen finns även byn Courcelon.